# Ulrik Quensel
Johan Ulrik Theodor Quensel, född 16 juni 1863 i Malmö, död 13 maj 1934 i Uppsala, var en svensk läkare och professor. Han var son till bankdirektören Johan Ulrik Quensel.
Quensel avlade mogenhetsexamen i Malmö 1881, blev 1892 medicine licentiat vid Karolinska institutet i Stockholm och promoverades 1894 till medicine doktor. Han gifte sig 8 juli 1895 med Thyra Ingeborg Key (1871–1955), dotter till patolog Axel Key. Efter att ha tjänstgjort vid nämnda institutet, Lunds universitet och sjukhus i Stockholm utnämndes han 1902 till professor i patologi och allmän hälsovård vid Uppsala universitet. På hans initiativ bildades 1917  Svenska patologföreningen, vilken 1922 utvidgades till Nordisk patologförening. Quensel är begravd på Uppsala gamla kyrkogård.